# Royal Numismatic Society
La Royal Numismatic Society è un'associazione scientifica senza fini di lucro del Regno Unito, con base a Londra, finalizzata a promuovere la ricerca in tutte le branche della numismatica.

## Storia
Fu fondata nel 1836 come Numismatic Society of London: il primo presidente fu l'astronomo, filantropo John Lee e segretari furono eletti John Yonge Akerman e Isaac Cullimore.
Ricevette il titolo di Royal Numismatic Society per decreto reale del 1904.
Le sue lezioni e le pubblicazioni hanno a che fare con la coniazione classica, medievale e moderna, moneta cartacea, gettoni e medaglie. I soci sono dapprima nominati e poi eletti; dopo l'ammissione possono fregiarsi dell'acronimo "FRNS" (Fellow of the Royal Numismatic Society) posposto al nome proprio.

## Pubblicazioni
La pubblicazione annuale della Royal Numismatic Society è The Numismatic Chronicle. Ogni dieci volumi viene pubblicato un indice decennale una parte dei quali sono pubblicati sul sito ufficiale dell'associazione.
Pubblica anche la serie Coin Hoards con cui viene aggiornato le informazioni sulla nuova scoperta di ripostigli monetari.

## Presidenti
- 1836-39 John Lee
- 1839-41 Edward Hawkins
- 1841-43 H.H. Wilson
- 1843-45 Lord Albert Conyngham
- 1845-47 H.H. Wilson
- 1847-49 W.D. Haggard
- 1849-51 Edward Hawkins
- 1851-55 The Lord Londesborough (già Lord Conyngham, presidente 1843-45)
- 1855-74 W.S.W. Vaux
- 1874-1908 Sir John Evans
- 1908-14 Sir Henry H. Howarth
- 1914-19 Sir Arthur Evans
- 1919-30 Sir Charles Oman
- 1930-35 Percy H. Webb
- 1935-36 Sir George MacDonald
- 1936-37 Percy H. Webb
- 1937-42 Edward Allen Sydenham
- 1942-48 Harold Mattingly
- 1948-53 C. H. V. Sutherland
- 1953-56 Michael Grant
- 1956-61 C. E. Blunt
- 1961-66 Philip Grierson
- 1966-70 D. F. Allen
- 1970-74 Colin M. Kraay
- 1974-79 R. A. G. Carson
- 1979-84 D. G. Sellwood
- 1984-89 J.P.C. Kent
- 1989-94 T.V. Buttrey
- 1994-99 D. M. Metcalf
- 1999-2004 H.B. Mattingly
- 2005-2009  Joe Cribb
- 2009-2013 Nicholas Mayhew
- 2013- Andrew Burnett